# Yehoshua Bar-Hillel
Oscar Westreich, conocido como Yehoshva Bar-Hillel (en hebreo: יהושע בר-הלל‎: יהושע בר-הלל; 3 de junio de 1915, Viena, Imperio austrohúngaro-1975, Jerusalén, Israel) fue un filósofo israelí, matemático y lingüista. Es quizás más conocido por su trabajo pionero en traducción automática y en lingüística formal.

## Datos biográficos
Registrado al nacer con el nombre Oscar Westreich en Viena, Austria-Hungría, se crio en Berlín. En 1933 emigró a Palestina con el movimiento de juventud Bnei Akiva, y por un tiempo se unió al kibbutz Tirat Zvi antes de trasladarse a Jerusalén, donde se casó con Shulamith.
Durante la Segunda Guerra Mundial, sirvió en la Brigada Judía del Ejército británico. Luchó con el Haganah durante la Guerra israelí de Independencia, donde perdió un ojo.
Obtuvo su doctorado en filosofía en la Universidad Hebrea de Jerusalén, donde estudiaba matemáticas con Adolf (Abraham) Fraenkel, con quien finalmente escribió Foundations of Set Theory (1958, 1973).
Fue un discípulo importante de Rudolf Carnap, por cuya Sintaxis lógica de la lengua se vio influido. Inició correspondencia con Carnap en los años 40, y luego, en la década de 1950, hizo su posdoctorado con él en la Universidad de Chicago, y con él publicó en 1952 Un esbozo de la teoría de información semántica.
Se enroló en el MIT, donde fue el primer académico que se dedicó en exclusiva al campo de la traducción automática. Organizó la primera Conferencia Internacional de traducción automática en 1952. Más tarde comenzó a dudar que la traducción automática general fuese factible. Fue también pionero en el campo de la recuperación de información.
En 1953, se unió al departamento de filosofía en la Universidad hebrea, donde dio clases hasta su muerte, a la edad de 60. Sus enseñanzas y escrituras influyeron fuertemente sobre una generación entera de lingüistas y filósofos israelíes, entre ellos Asa Kasher y Avishai Margalit. En 1953, fundó un pionero grupo lingüístico-algebraico computacional, y en 1961 contribuyó a la prueba del lema de bombeo para lenguas libres de contexto (a veces llamado lema Bar-Hillel). Contribuyó a fundar el departamento de filosofía de la ciencia de la Universidad Hebrea. De 1966 a 1968 presidió la división para lógica, metodología y filosofía de la ciencia de la Unión Internacional de Historia y Filosofía de Ciencia.
Una de sus hijas, Maya Bar-Hillel, es psicóloga cognitiva en la Universidad Hebrea de Jerusalén, conocida por sus colaboraciones con Amos Tversky y por su función de crítica del estudio del código de la Biblia. Su otra hija, Mira Bar-Hillel, es corresponsal para el London Evening Standard, en Londres. Su nieta, Gili Bar-Hillel, es traductora al hebreo de la serie Harry Potter.